# Albert Hainz
Albert Hainz (* 1. Oktober 1964 in Ranshofen) ist ein ehemaliger österreichischer Radrennfahrer.
Viermal wurde Albert Hainz Österreichischer Staatsmeister. Dreimal in Folge – 1987, 1988 und 1989 – errang er den nationalen Titel im Querfeldeinrennen. 1986 wurde er Vize-Meister, 1985 Dritter des Meisterschaftsrennens. 1988 wurde er Österreichischer Staatsmeister im Straßenrennen.
Hainz konnte zudem zweimal das Rennen Wien-Rabenstein-Gersten-Wien (1988 und 1989) für sich entscheiden.
Seit 1992 führt der gelernte Schneidermeister gemeinsam mit seiner Frau ein Unternehmen zur Ausstattung von Unternehmen und Hotels. Das Ehepaar hat drei Töchter.